# Bruno Zanuto

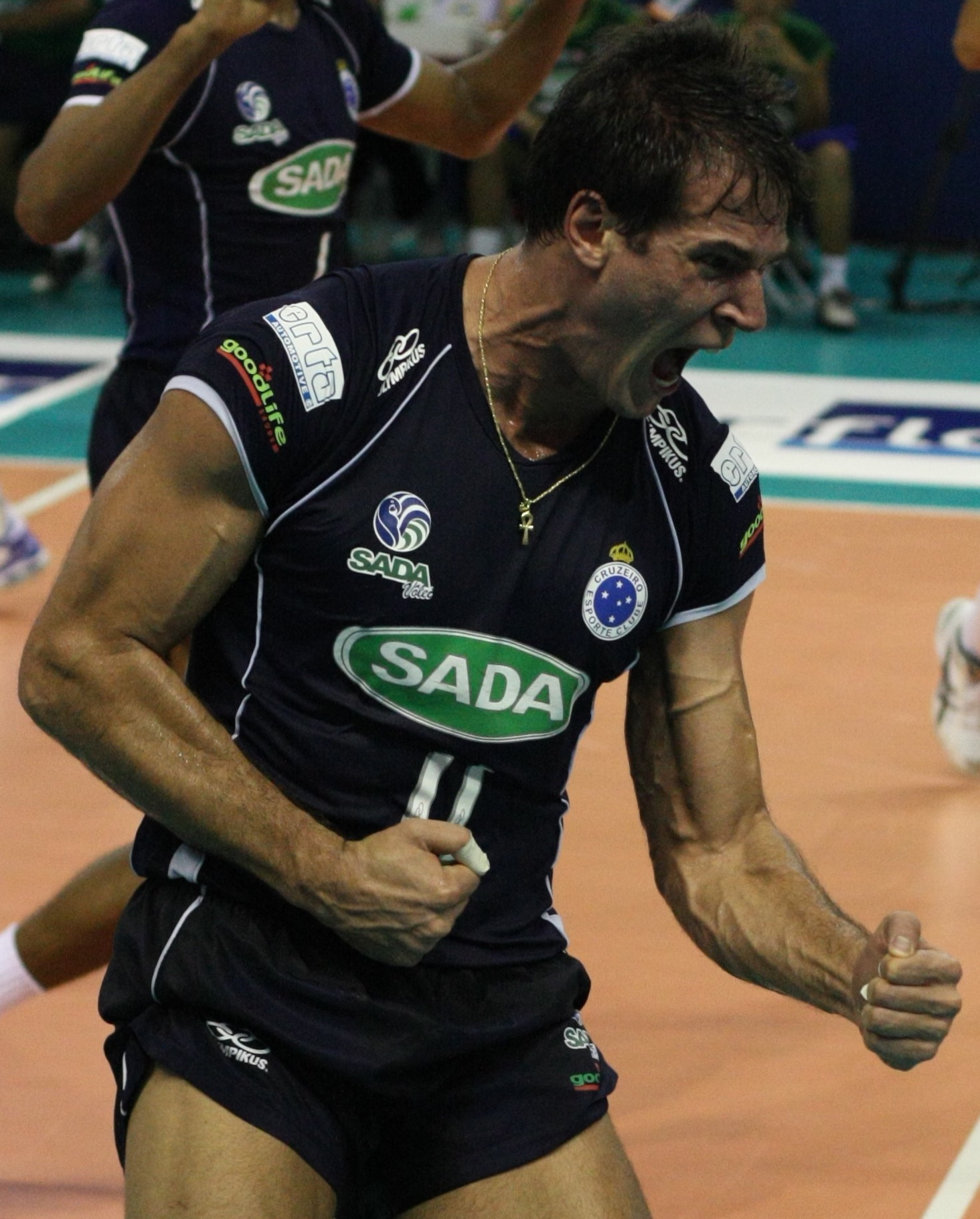
Bruno Zanuto zawodnikiem Sady Cruzeiro Vôlei w sezonie 2009/2010

Bruno Augusto Iório Zanuto (ur. 3 marca 1983 w São Paulo) – brazylijski siatkarz, grający na pozycji przyjmującego.
Posiada również obywatelstwo włoskie.
| Lata         | Kluby                                |
| ------------ | ------------------------------------ |
| 2000–2003    | Telemig Celular/Minas                |
| 2003–2004    | Banespa/Mastercard                   |
| 2004–12.2004 | Paris Volley                         |
| 01.2005–2005 | Unisul/Cimed                         |
| 2005–2006    | Cimed Florianópolis                  |
| 2006–2008    | Maggiora Latina                      |
| 2008–2009    | Trefl Gdańsk                         |
| 2009–2010    | Sada Cruzeiro Vôlei                  |
| 2010–2011    | BMG Montes Claros Vôlei              |
| 2011–2012    | Brasil Vôlei Clube/Campinas          |
| 2012–2013    | CMC Rawenna                          |
| 2013–2014    | Exprivia Molfetta                    |
| 2014–2015    | Tonno Callipo Calabria Vibo Valentia |
| 2015–2017    | Al-Ahly                              |

## Sukcesy klubowe
Mistrzostwo Brazylii:
- 2001, 2002, 2006

Klubowe Mistrzostwa Ameryki Południowej:
- 2009

Mistrzostwo Egiptu:
- 2016, 2017

Klubowe Mistrzostwa Afryki:
- 2017

## Sukcesy reprezentacyjne
Mistrzostwa Ameryki Południowej Kadetów:
- 2000

Mistrzostwa Świata Kadetów:
- 2001

Mistrzostwa Ameryki Południowej Juniorów:
- 2002

Mistrzostwa Świata Juniorów:
- 2003

## Nagrody indywidualne
- 2000: Najlepszy atakujący Mistrzostw Ameryki Południowej Kadetów
- 2001: Najlepszy atakujący Mistrzostw Świata Kadetów
- 2002: MVP i najlepszy atakujący Mistrzostw Ameryki Południowej Juniorów